# Ordine dell'Amicizia (Azerbaigian)
L'Ordine dell'Amicizia è un'onorificenza azera.

## Storia
L'Ordine è stato fondato il 16 febbraio 2007.

## Assegnazione
L'Ordine è assegnato ai cittadini:
- per i risultati raggiunti nello sviluppo di relazioni amichevoli nei campi economici e culturali tra Repubblica dell'Azerbaigian e Stati esteri;
- per speciali contributi nel rafforzare l'amicizia dei popoli;
- per il contributo alla costruzione di un rapporto costruttivo tra le civiltà e il dialogo tra culture;
- per altissimi meriti nel portare la pace e la stabilità tra i paesi, le regioni e il mondo nel suo complesso.

## Insegne
- L'insegna è una stella a otto punte dorata. Al centro della stella vi è un medaglione con raffigurato al suo interno un paio d'ali smaltate di giallo scuro che avvolgono la terra.
- Il nastro è per un terzo azzurro, un terzo rosso e un terzo verde.